# Asociación de Atletismo de Norteamérica, Centroamérica y el Caribe
La Asociación de Atletismo de Norteamérica, Centroamérica y el Caribe (conocida por sus siglas en inglés, NACAC, North America, Central America and Caribbean Athletic Association) es la institución que representa a las federaciones nacionales norteamericanas, centroamericanas y caribeñas de atletismo a nivel competitivo ante la IAAF. Asimismo es la responsable de organizar periódicamente las competiciones continentales correspondientes.
Tiene su sede en la ciudad de Nasáu (Bahamas).
Cuenta en 2007 con la afiliación de 32 federaciones nacionales de América del Norte, América Central y el Caribe. 
Fue fundada el 10 de diciembre de 1988 en San Juan, capital de Puerto Rico. 

## Organización
La estructura jerárquica de la federación está conformada por el presidente y los vicepresidentes, el Congreso, el Comité Ejecutivo, el Consejo y los Comités Técnicos.

### Presidentes
| N.º | Periodo         | Nombre         | País        |
| --- | --------------- | -------------- | ----------- |
| 1   | 1988 – 2008     | Amadeo Francis | Puerto Rico |
| 2   | 2008 – presente | Neville McCook | Jamaica     |

## Federaciones nacionales
NACAC cuenta con la afiliación de 31 federaciones nacionales.
| - Anguila - Aruba - Bahamas - Barbados - Belice - Bermudas - Islas Caimán - Canadá | - Costa Rica - Cuba - República Dominicana - Dominica - El Salvador - Estados Unidos - Granada - Guatemala | - Haití - Honduras - Islas Vírgenes Británicas - Islas Vírgenes de los Estados Unidos - Jamaica - México - Montserrat - Nicaragua | - Puerto Rico - San Cristóbal y Nieves - San Vicente y las Granadinas - Santa Lucía - Trinidad y Tobago - Islas Turcas y Caicos |

## Campeonatos
- Campeonato Nacac
- Campeonato Nacac de eventos combinados
- Campeonato Nacac sub-23